# Majdan Zbydniowski
Majdan Zbydniowski – wieś w Polsce położona w województwie podkarpackim, w powiecie stalowowolskim, w gminie Zaleszany.
| SIMC    | Nazwa     | Rodzaj    |
| ------- | --------- | --------- |
| 0810868 | Branówka  | część wsi |
| 0810874 | Godziszów | część wsi |
| 0810880 | Isep      | część wsi |
| 0810897 | Urle      | część wsi |

W latach 1975–1998 miejscowość administracyjnie należała do województwa tarnobrzeskiego.